# Invasion (film, 2012)
Pour les articles homonymes, voir Invasion.
Pour plus de détails, voir Fiche technique et Distribution.
Invasion est un film allemand et autrichien réalisé par Dito Tsintsadze et sorti en 2012. Il a été récompensé lors du festival du film de Montréal en 2012.

## Synopsis
Un homme de 59 ans, Josef, doit faire face à la mort de sa femme et de son fils. Après la mort de son fils dans un accident de bus, sa femme n'a plus eu le courage de vivre. Lors d'une de ses visites au cimetière, il rencontre Nina, qui se présente comme la cousine présumée de sa femme. Elle lui dit que son fils Simon et sa femme Milena sont à la recherche d'un logement, et demande à Joseph de les héberger temporairement dans sa spacieuse villa à la périphérie de la ville. Peu de temps après, le couple suivra Nina elle-même et son partenaire Konstantin, ainsi que le fils de Milena, Marco. Tout d'abord, Josef est heureux des visiteurs qui prennent soin de lui et lui redonnent un peu le goût de vivre. Mais progressivement apparaissent des tensions entre lui et ses nouveaux colocataires. 

## Fiche technique
- Réalisation :  Dito Tsintsadze
- Scénario : Dito Tsintsadze
- Photographie : Ralf M. Mendle[1]
- Musique : Gio Tsintsadze
- Genre : Thriller[2]
- Durée : 102 minutes
- Dates de sortie :
  - Allemagne : 30 juin 2012 (Festival du film de Munich)
  - Allemagne : 28 février 2013
  - France : 3 octobre 2013 : Festival du film allemand (Paris)

## Distribution
- Burghart Klaußner : Josef
- Heike Trinker : Nina
- Anna F. : Milena
- Merab Ninidze : Konstantin
- David Imper : Simon
- Jasper Barwasser : Marco
- Dmitry Brauer : invité
- Waléra Kanischtscheff : Christian Fleischhauer
- Wilhelm J. von Reitzenstein : Ronald Fleischhauer

## Distinctions
- 2012 : Grand prix du jury lors du Festival du film de Montréal